# Biwat jezik
Biwat jezik (munduguma, mundugumor; ISO 639-3: bwm), jezik plemena Mundugomor s donjeg i srednjeg toka rijeke Yuat na Papui Novoj Gvineji, Njime govori oko 3 040 ljudi (2003 SIL). Klasificira se samostalnoj porodici yuat, koja se nekad vodila kao dio porodice sepik-ramu.
Srodni su mu jezici kyenele [kql], changriwa [cga], mekmek [mvk], bun [buv].

## Vanjske poveznice
- Ethnologue (14th)
- Ethnologue (15th)